# A gyilkos csodaszer
A gyilkos csodaszer (eredeti cím: Painkiller) 2023-as amerikai drámasorozat, amelyet Micah Fitzerman-Blue és Noah Harpster alkotott, Barry Meier The Family That Built an Empire of Pain és Pain Killer: An Empire of Deceit and the Origin of America's Opioid Epidemic című regényei alapján.  A főbb szerepekben Uzo Aduba, Matthew Broderick, Taylor Kitsch, Dina Shihabi és West Duchovny látható.
Az Amerikai Egyesült Államokban és Magyarországon 2023. augusztus 10-én mutatta be a Netflix.

## Ismertető
A történet az opioidválság kialakulására összpontosít, különös tekintettel a Purdue Pharma-ra, a Richard Sackler és családja tulajdonában lévő vállalatra, amely az OxyContin gyártója volt. A Sackler családot "Amerika leggonoszabb családjaként" és "a történelem legrosszabb drogkereskedőjeként" jellemezték.

## Szereplők
| Szereplők           | Színész           | Magyar hang           |
| ------------------- | ----------------- | --------------------- |
| Edie Flowers        | Uzo Aduba         | Peller Anna           |
| Richard Sackler     | Matthew Broderick | Stohl András          |
| Raymond Sackler     | Sam Anderson      | Ujréti László         |
| Arthur Sackler      | Clark Gregg       | Bede-Fazekas Szabolcs |
| Glen Kryger         | Taylor Kitsch     | Schmied Zoltán        |
| Lily Kryger         | Carolina Bartczak | Grisnik Petra         |
| John L. Brownlee    | Tyler Ritter      | Csiby Gergely         |
| Gregory Fitzgibbons | John Ales         | Debreczeny Csaba      |
| Bill Havens         | Ron Lea           | Rubold Ödön           |
| Brianna Ortiz       | Ana Cruz Kayne    | Ágoston Katalin       |
| Shannon Schaeffer   | West Duchovny     | Antóci Dorottya       |
| Tyler Kryger        | Jack Mulhern      | Tasnádi Bence         |
| Britt               | Dina Shihabi      | Balsai Móni           |
| Mortimer Sackler    | John Rothman      | Harsányi Gábor        |
| Michael Friedman    | John Murphy       | Csankó Zoltán         |
| Curtis Wright       | Noah Harpster     | Vajda Milán           |

### Magyar változat
- Magyar szöveg: Vajnági Márta
- Felvevő hangmérnök: Policza Imre
- Hangmérnök: Bogdán Gergő
- Vágó: László László
- Gyártásvezető: Újréti Zsuzsa
- Szinkronrendező: Aprics László
- Produkciós vezető: Felföldi Anna

A szinkront az Iyuno Hungary készítette.

## Epizódok
| Sor. | Év. | Cím                                                                            | Rendező    | Író                                   | Premier             |
| --- | --- | ------------------------------------------------------------------------------ | ---------- | ------------------------------------- | ------------------- |
| 1. | 1.  | Amibe belekezdesz, fejezd is be! (The One to Start With, The One to Stay With) | Peter Berg | Micah Fitzerman-Blue és Noah Harpster | 2023. augusztus 10. |
| Egy orvos OxyContint ír fel az egyik betegének, akinek kezelhetetlen fájdalmai vannak. Tájékoztatja a beteget, hogy az OxyContin hatása tovább tart, mint a Vicodiné, amelyet a beteg szedett, és ennek következtében nem kell olyan gyakran szednie az OxyContint. Azt is megemlíti, hogy ugyanolyan mellékhatásokat okoz, mint más opioidok, különösen székrekedést. Richard Sacklert az OxyContin fájdalomcsillapításra szoruló betegeknek és kábítószerfüggőknek történő felírása miatt becsmérlik.              |     |                                                                                |            |                                       |                     |
| 2. | 2.  | Jézus vizet adott nékem (Jesus Gave Me Water)                                  | Peter Berg | Micah Fitzerman-Blue & Noah Harpster  | 2023. augusztus 10. |
| Arthur Sacklert, Richard nagybátyját azzal vádolják, hogy minél több embernek akarta eladni az OxyContint, hogy növelje cége, a Purdue Pharma profitját. A szolgáltatók kuponokat kínálnak az orvosoknak a 2. listán szereplő narkotikum forgalmazására. Egy orvos azt mondja Shannon Schaeffernek, az eladónak, hogy "Oxycodone, ez van az OxyContinban. Morfium, kodein, hidrokodon, hidromorfon, diacetilmorfin, ez a heroin. Mind az ópiummákból származik". Curtis Wright IV. elhúzza a jóváhagyást az FDA-nál. |     |                                                                                |            |                                       |                     |
| 3. | 3.  | Az évszázad hóvihara (Blizzard of the Century)                                 | Peter Berg | Micah Fitzerman-Blue & Noah Harpster  | 2023. augusztus 10. |
| John L. Brownlee áttekinti a Purdue Pharma elleni jogi ügyet. Schaeffer mentora emlékezteti őt: "Ezek drogfüggők. Már jóval az OxyContin előtt is léteztek, és még jóval az OxyContin után is létezni fognak". Egy rab visszaemlékezik az 1990-es évek crack-járványára az Egyesült Államokban. Az OxyContin-függők munkanélkülivé válnak, rablásokat követnek el, autólopásokat, rokkantsági kérelmet nyújtanak be, és így tovább.                                                                                  |     |                                                                                |            |                                       |                     |
| 4. | 4.  | Úgy hírlik… (Is Believed)                                                      | Peter Berg | Micah Fitzerman-Blue & Noah Harpster  | 2023. augusztus 10. |
| Egy fiatal nő halála után Shannon Schaeffer azt mondja egy felíró orvosnak, hogy "Ő [a nő édesanyja] nem tud magára nézni és azt mondani: 'Elszúrtam. A lányom drogos volt'. Valakit hibáztatnia kell". A Purdue reklámjai azt állítják, hogy a felhasználók kevesebb mint 1%-ánál alakul ki függőség az OxyContinhoz, aminek a statisztikák ellentmondanak. |     |                                                                                |            |                                       |                     |
| 5. | 5.  | Forró! Forró! Forró! (Hot! Hot! Hot!)                                          | Peter Berg | Micah Fitzerman-Blue & Noah Harpster  | 2023. augusztus 10. |
| A nyilvánosság és a média észreveszi, és nyomást gyakorol a Purdue Pharma vállalatra. Glenn az OxyContin egyre nagyobb adagjaival egyre lejjebb csúszik, és végül a feketepiac felé fordul, ami szörnyű következményekkel jár. Shannon egyre mélyebbre lát a Purdue működésébe, és kiábrándul. Edie meggyőzi a főnökét, hogy az OxyContin közegészségügyi probléma, és közösen kidolgoznak egy stratégiát a vállalat ellen.                                                                                          |     |                                                                                |            |                                       |                     |
| 6. | 6.  | Mi is a név? (What's in a Name?)                                               | Peter Berg | Micah Fitzerman-Blue & Noah Harpster  | 2023. augusztus 10. |
| Richard Sackler figyelmezteti a Purdue Pharma vállalati vezetőit, hogy "tégláról téglára lerombolnak mindent, amit felépítettünk". |     |                                                                                |            |                                       |                     |

## A sorozat készítése
A forgatás 2021 áprilisában kezdődött Torontóban, és 2021 novemberében fejeződött be. A sorozatot Peter Berg rendezte.